# Цеховая организация КПСС
Цеховая организация КПСС — отделение КПСС в подразделении предприятия или учреждения (напр. цехов заводов и фабрик, отделений в больницах и поликлиниках, факультетов в университетах и институтах) до 1991 года. Входили в первичную организацию КПСС. До 1934 года назывались «цеховыми ячейками».

## Руководство цеховой организации
- общее собрание цеховой организации (разг. «цеховое партсобрание») — состояло из всех членов цеховой организации, в условиях запрета внутри КПСС фракций являлось не органом представительства членов партии, а инструментом реализации власти её руководящих органов, а оно само только утверждало проекты решений которые рекомендовал секретарь;
- секретарь цеховой организации[1].

## Цеховая организация КПСС с правами первичной
Цеховая организация с правами первичной как правило входила в первичную организацию КПСС с правами районной.

### Руководствоцеховой организации с правами первичной
- общее собрание цеховой организации;
- бюро цеховой организации (разг. «цеховое партбюро») — её высший орган между её общими собраниями, состоял из секретаря цеховой организации и членов бюро[1]. В условиях запрета внутри КПСС фракций избрание членов бюро цеховой организации и секретаря первичной организации сводились к утверждению кандидатов рекомендованных сами же бюро.

### Руководство крупнойцеховой организации с правами первичной
- конференция цеховой организации (разг. «цеховая партконференция»)[2];
- комитет цеховой организации (разг. «партком цеха») — её высший орган между её конференциями[1] состоял из секретаря цеховой организации и членов комитета.